# 西日本3歳優駿
西日本3歳優駿（にしにほんさんさいゆうしゅん）は、2016年から施行されている地方競馬の重賞競走である。2023年までの名称は「西日本ダービー」であった。
副賞は、地方競馬全国協会理事長賞、（一社）JBC協会賞［リアルインパクト号の種付権利］、（一社）日本地方競馬馬主振興協会会長賞、（一社）愛知県馬主協会会長賞、愛知県競馬組合管理者賞、開催執務委員長賞（2021年）。

## 概要
西日本地区の6主催者（石川県競馬事業局、岐阜県地方競馬組合、愛知県競馬組合、兵庫県競馬組合、高知県競馬組合、佐賀県競馬組合）及び馬主協会が、優秀な競走馬の確保と交流競走のより一層の促進を図り、西日本地区の代表馬が出走することにより、ファンに魅力ある競走を提供するとともに、競走馬の資質向上と競馬の健全な発展に資することを目的とするために2016年より西日本地区6県の主催者が持ち回りで開催されている。
2016年の第1回は園田競馬場で開催され、地元園田所属のマイタイザンが優勝。第2回以降は佐賀競馬場、金沢競馬場、高知競馬場、笠松競馬場、名古屋競馬場の順で実施し、開催が一巡した2022年以降は再び園田→佐賀の順で開催されている。
2017年から2023年までの「3歳秋のチャンピオンシップ」シリーズにおいて、そのカテゴリーB競走に指定された。本競走とダービーグランプリの双方に優勝した馬の馬主にはボーナス賞金800万円が贈られる（2018年までは同500万円）。
2024年からは競走名を「西日本3歳優駿」に変更し実施する。
負担重量は、名古屋競馬、笠松競馬では別定、それ以外の西日本の競馬場では定量で行われる。

## 出走条件・賞金
出走条件はサラブレッド系3歳、対象地域の各競馬場でデビューし、原則として他場への移籍経験がないこと。但し金沢所属馬に限り冬季休催期間に西日本地区内転出を認める。各場ごとに所属馬が原則2頭出走可能とされているが、申込や取り消しの状況により変更することがある。
2024年のトライアルは石川門カップで、同競走の優勝馬に本競走の優先出走権が付与されている。
2024年の負担重量は定量で56kg、牝馬2kg減
2024年の賞金額は1着800万円、2着256万円、3着128万円、4着96万円、5着80万円、着外15万円。

## 歴代優勝馬
※コースはすべてダート。
| 回数  | 開催日         | 競馬場 | 距離  | 優勝馬             | 所属 | 性齢 | タイム | 騎手     | 管理調教師 | 馬主                   |
| ----- | -------------- | ------ | ----- | ------------------ | ---- | ---- | ------ | -------- | ---------- | ---------------------- |
| 第1回 | 2016年11月2日  | 園田   | 1870m | マイタイザン       | 園田 | 牡3  | 2:01.6 | 杉浦健太 | 新井隆太   | 平野正行               |
| 第2回 | 2017年10月22日 | 佐賀   | 2000m | フリビオン         | 高知 | 牡3  | 2:12.2 | 西川敏弘 | 中西達也   | 西森鶴                 |
| 第3回 | 2018年10月23日 | 金沢   | 2000m | コーナスフロリダ   | 園田 | 牡3  | 2:11.0 | 岡部誠   | 田中範雄   | （株）グリーンファーム |
| 第4回 | 2019年9月16日  | 高知   | 1900m | アルネゴー         | 高知 | 牡3  | 2:10.7 | 倉兼育康 | 細川忠義   | 田村章                 |
| 第5回 | 2020年9月10日  | 笠松   | 1900m | エアーポケット     | 佐賀 | 牡3  | 2:05.6 | 吉原寛人 | 真島元徳   | 原久美子               |
| 第6回 | 2021年9月14日  | 名古屋 | 1900m | スマイルサルファー | 西脇 | 騸3  | 2:04.9 | 大山真吾 | 渡瀬寛彰   | 松野真一               |
| 第7回 | 2022年9月15日  | 園田   | 1870m | スーパーバンタム   | 金沢 | 牝3  | 2:05.2 | 青柳正義 | 鈴木正也   | 三木利文               |
| 第8回 | 2023年9月10日  | 佐賀   | 2000m | ショウガタップリ   | 金沢 | 牝3  | 2:11.5 | 吉原寛人 | 高橋俊之   | 芳賀克也               |
| 第9回 | 2024年9月1日   | 金沢   | 2000m | シンメデージー     | 高知 | 牡3  | 2:08.3 | 吉原寛人 | 打越勇児   | 楠昌史                 |

### 各回競走結果の出典
- 西日本ダービー　歴代優勝馬 - 地方競馬全国協会
- JBISサーチ
  - 2016年，2017年，2018年，2019年，2020年，2021年，2022年, 2023年，2024年